# Stefan Hertmans
Œuvres principales
Guerre et Térébenthine
Compléments
Koninklijke Academie voor Nederlandse Taal- en Letterkunde
Stefan Hertmans est un écrivain belge néerlandophone né à Gand le 31 mars 1951. Il est l'auteur de plusieurs recueils de poésie, d'essais et de romans qui  ont été souvent récompensés et sont traduits dans de nombreuses langues.

## Biographie
Stefan Hertmans est né à Gand le 31 mars 1951. Il fait une scolarité mouvementée dans une école catholique puis suit les cours de l'Athénée royal de Gand. Il fait ensuite des études de philologie germanique à l'Université de Gand,.
Dans les années 1970 il joue du jazz dans différents groupes mais abandonne finalement la guitare au profit de la poésie,,.
Il écrit de la poésie depuis l'adolescence mais ne publie son premier roman, intitulé Ruite (Espace), qu'en 1981. Il obtient le prix du meilleur début en littérature (literaire debuut) en Flandre en 1982.
À partir de 1974 Stefan Hertmans enseigne au Secundair Kunstinstituut Gent et, à partir de 1990, à l'Académie royale des beaux-arts de Gand (Haute École de Gand). Il dirige en outre le Studium generale jusqu'en octobre 2010. Il donne également des conférences à La Sorbonne et dans les universités de Vienne, Berlin et Mexico, à la Bibliothèque du Congrès de Washington et à l'University College de Londres. Il collabore à un grand nombre de magazines, dont Dietsche Warande en Belfort, Raster et De Revisor.
En 1997 il est écrivain en résidence à l'Université de Vienne et, en 2012-2013, il est professeur invité à l'Université de Gand.
Il est aussi l’auteur de poésies, de pièces de théâtre et de nouvelles, et signe de nombreux essais, notamment sur Walter Benjamin, Jorge Luis Borges, Marguerite Duras, Ernst Jünger, W.H. Auden, Martin Walser, D.H. Lawrence, Samuel Beckett, Hugo Claus, Peter Verhelst et Igor Stravinsky.
Il est le premier écrivain belge à avoir été sélectionné pour séjourner en 2000 dans la résidence d'écrivain Villa Marguerite Yourcenar à Saint-Jans-Cappel.
En 2003, il remporte le prix « La ville à lire » pour Entre villes : histoires en chemin (Steden. Verhalen onderweg, 1998). Il reçoit le prix de l'essai 2008 du Koninklijke Academie voor Nederlandse Taal- en Letterkunde pour Poétique du silence (Het Zwijgen van de Tragedie).
Son roman Guerre et Térébenthine (Oorlog en terpentijn) reçoit le prix triennal de la Communauté flamande en 2012 et, en 2014, le prix littéraire AKO.
Il est fait commandeur de l'ordre de la Couronne de Belgique en 2017. La même année il reçoit le Spycher: Literaturpreis Leuk (de) (Loèche, Suisse).
Stefan Hertmans vit à Bruxelles où son épouse, Sigrid Bousset, fonde et dirige la librairie Passa Porta.

## Œuvres
Le roman Naar Merelbeke (publié en 1994) décrit le passage à l’âge adulte d’un adolescent d’un village flamand des années 1950 et 1960.
Oorlog en terpentijn (Guerre et térébenthine), publié en 2013, raconte l'histoire de son grand-père sur la base de carnets que celui-ci a écrits, et plus particulièrement de sa participation à la Première Guerre mondiale. Ce roman obtient un grand succès et est traduit dans 24 langues,. Il reçoit le prix triennal de la Communauté flamande en 2012 et le prix littéraire AKO en 2014.
En 2017 Stefan Hertmans publie Antigone in Molenbeek (Antigone à Molenbeek), un texte poétique sur la sœur d'un kamikaze. Le texte est mis en scène en 2018 dans une série de performances.
En 2020, il publie De Opgang (Une ascension), un roman-enquête sur la maison qu'il a longtemps habitée dans le vieux Gand (Patershol), et qu'il découvre tardivement avoir été, entre 1930 et 1950, celle de la famille de Willem Verhulst, V-Mann de la Gestapo, père d'Adriaan Verhulst. Comme Guerre et Térébenthine et Le cœur converti avec lesquels il forme une forme de trilogie, ce roman s'attache à rassembler les traces éparses du passé, sous la forme d'écrits ou d'objets réunis par le narrateur, mêlant histoire personnelle et histoire du monde,,,.
En plus de ses roman, Stefan Hertmans est aussi l’auteur de poésies, de pièces de théâtre et de nouvelles, et signe de nombreux essais, notamment sur Walter Benjamin, Jorge Luis Borges, Marguerite Duras, Ernst Jünger, W.H. Auden, Martin Walser, D.H. Lawrence, Samuel Beckett, Hugo Claus, Peter Verhelst et Igor Stravinsky. À la suite d'une commande du Amsterdams Fonds voor de kunst, il publie en 1991 une étude inédite sur les compositeurs Paul Hindemith et Arthur Honegger. Dans Fuga’s en pimpelmezen  (1996), il traite de questions contemporaines comme l'intégrisme, la guerre en Bosnie, la création de l'idéologie et l'actualité. Le livre contient également des essais sur Slavoj Žižek, Jan Fabre, Paul Hindemith, Leos Janaček et Elvis Costello, Bernard-Henri Lévy, George Steiner etc. En 2022 paraît Verschuivingen, un essai sur l'époque contemporaine et, en 2023, De essays.
En mai 2022 paraît Poétique du silence, la version française de Het zwijgen van de tragedie, traduite par Isabelle Rosselin, qui regroupe quatre essais sur les limites du langage et ses rapports au silence dans le cadre de la modernité poétique, tout en se basant sur ses  réflexions à propos des œuvres de Friedrich Hölderlin, Hugo van Hofmannsthal, Paul Celan et de Winfried Georg Sebald.

## Œuvres (liste)

### Romans
- Ruimte (1981)
- Naar Merelbeke (1994)
- Als op de eerste dag. Roman in verhalen (2001) Publié en français sous le titre Comme au premier jour, traduit par Danielle Losman, Paris, Christian Bourgois éditeur, 2003, 244 p.  (ISBN 2-267-01666-4)
- Harder dan sneeuw (2004)
- Het verborgen weefsel (2008)
- Oorlog en terpentijn (2013) Publié en français sous le titre Guerre et Térébenthine, traduit par Isabelle Rosselin, Paris, Éditions Gallimard, coll. « Du monde entier », 2015, 416 p.  (ISBN 978-2-07-014633-8) ; réédition, Paris, Gallimard, coll. « Folio » no 6261, 2017, 430 p.  (ISBN 978-2-07-270445-1)
- De bekeerlinge (2016) Publié en français sous le titre Le Cœur converti, traduit par Isabelle Rosselin, Paris, Éditions Gallimard, coll. « Du monde entier », 2018 (ISBN 978-2-07-272884-6)
- Antigone in Molenbeek (2017) Publié en français sous le titre Antigone à Molenbeek, traduit par Emmanuelle Tardif, Paris, Le Castor astral, 2020 (ISBN 979-1027802524)
- De opgang (2020) Publié en français sous le titre Une ascension, traduit par Isabelle Rosselin, Paris, Gallimard, coll. « Du monde entier », 2022, 480 p.  (ISBN 978-2-07-294099-6)

### Recueils de nouvelles
- Gestolde wolken (1987)
- De grenzen van woestijnen. (1989)
- Francesco’s paradox (1995), recueil de nouvelles et poèmes Publié en français sous le titre Le Paradoxe de Francesco, traduit par Marnix Vincent, Bordeaux/Paris, Éditions Le Castor Astral, coll. « Bibliothèque flamande », 2004, 137 p.  (ISBN 2-85920-562-4)
- Steden. Verhalen onderweg (1998) Publié en français sous le titre Entre villes : histoires en chemin, traduit par Monique Nagielkopf, Bordeaux/Paris, Éditions Le Castor Astral, coll. « Escales du Nord », 2003, 240 p.  (ISBN 2-85920-510-1)

### Poésie
- Ademzuil (1984)
- Melksteen (1986)
- Zoutsneeuw. Elegieën (1987)
- Bezoekingen (1988)
- Het Narrenschip (1990)
- Verwensingen (1991)
- Muziek voor de Overtocht (1994)
- Francesco’s paradox (1995)
- Annunciaties (1997)
- Goya als hond (1999)
- Vuurwerk zei ze. Gedichten (2003)
- Kaneelvingers (2005)
- Muziek voor de Overtocht. Gedichten 1975-2005 (2006)
- De val van vrije dagen (2010)

### Essais
- Oorverdovende steen. Essays over literatuur. (1988)
- Sneeuwdoosjes (1989)
- Fuga’s en pimpelmezen. Over actualiteit, kunst en kritiek (1995)
- Het bedenkelijke. Over het obscene in de cultuur. (1999)
- Waarover men niet spreken kan : elementen voor een agogiek van de kunst (1999)
- Café Aurora (2000)
- Het putje van Milete (2002)
- Engel van de metamorfose. Over het werk van Jan Fabre (2002) Publié en français sous le titre L’Ange de la métamorphose  : sur l’œuvre de Jean Fabre, traduit par Monique Nagielkopf et Marnix Vincent, Paris, L’Arche éditeur, 2003, 318 p.  (ISBN 2-85181-536-9)
- Het zwijgen van de tragedie (2007) Publié en français sous le titre Poétique du silence, traduit par Isabelle Rosselin, Paris, Gallimard, 2022, 128 p.  (ISBN 978-207291647-2)
- De mobilisatie van Arcadia (2011)

### Théâtre
- Kopnaad (1992), drame poétique radiophonique
- Mind the gap (2000)
- Jullie die weten. Acht scènes naar Le Nozze di Figaro van W.A. Mozart (2005)

## Distinctions
- 1982 :
  - Beste literaire debuut pour Ruimte[11]
  - Prix Multatuli (Pays-Bas) pour Gestolde Wolken (Nuages coagulés)[12]
- 1988 : Prix Ark pour la parole libre (nl) pour Bezoekingen[13]
- 1995 : Prix le la Communauté flamande pour la poésie pour Muziek voor de overtocht[7]
- 1996 : Prix Paul Snoek pour Muziek voor de overtocht[7]
- 2002 :
  - Prix Maurice Gilliams (nl) pour Goya als hond[14]
  - Prix Ferdinand-Bordewijk pour Als op de eerste dag[15]
- 2003 : Prix La Ville à lire pour la traduction française de Entre villes : histoires en chemin (Steden. Verhalen onderweg) par Monique Nagielkopf[4]
- 2008 : Prix quinquennal de la Koninklijke Academie voor Nederlandse Taal- en Letterkunde pour Het Zwijgen van de Tragedie[16]
- 2013 : Prix de la Koninklijke Academie voor Nederlandse Taal- en Letterkunde pour Oorlog en terpentijn (Guerre et térébenthine)[11]
- 2014 : Prix littéraire AKO pour Oorlog en terentijn[11]
- 2016 : Prix littéraire Inktaap (nl) (Pays-Bas) pour Oorlog en terpentijn[17]
- 2017 :
  - Nomination pour le Prix international Booker pour Oorlog en terpentijn (War and Turpentine) (première nomination pour un auteur belge)[18]
  - Spycher Literaturpreis Leuk (Suisse) pour Der Himmel meines Grossvaters (Oorlog en terpentijn)[19]
  - Commandeur de l'ordre de la Couronne de Belgique[5]
- 2020 : Prix Constantijn Huygens pour l'ensemble de son œuvre[11]